# USS Enterprise NCC-1701-B
In het fictieve universum van Star Trek was de USS Enterprise NCC-1701-B een aangepaste versie van de Excelsior-klasse sterrenschepen, in 2293 in de vaart genomen. De eerste kapitein was John Harriman. De Enterprise-B was het derde Starfleet schip met deze naam. Het schip is alleen te zien geweest in de film Star Trek: Generations uit 1994.

## Eerste missie
De eerste missie van de Enterprise was de rondtocht in het zonnestelsel met aan boord kapitein James T. Kirk, Commander Pavel Chekov, kapitein Montgomery Scott en een aantal journalisten. Vlak na de start van deze rondtocht ontving de Enterprise een noodsignaal van het ship Lakul. De Lakul transporteerde El-Auriaanse vluchtelingen nadat de Borg hun thuiswereld vernietigden (dit kwam naar voren in de Next Generation aflevering "Q Who".
De Enterprise was nog niet volledig uitgerust: het beschikte nog niet over een trekstraal, fotontorpedo's of zelfs maar een medische staf. De Enterprise was echter het enige schip in de buurt van de Lakul, waarop Harriman na enige aarzeling tot actie overging. De Enterprise vloog op maximum warp. Bij aankomst trof men de Lakul en nog een ander transportschip aan, verzeild in een energielint, genaamd Nexus. Harriman probeerde op allerlei manieren de beide schepen te bevrijden zonder de Enterprise in gevaar te brengen. Al deze pogingen mislukten, waarop een van de schepen explodeerde als gevolg van de enorme krachten van de Nexus. Op advies van Kirk stuurde Harriman het schip de Nexus in. Eenmaal binnen transporterbereik was Scott in staat om 47 van de 150 vluchtelingen aan boord van de Lakul te redden, voordat ook dat schip werd vernietigd. Bij deze vluchtelingen waren ook Guinan en Tolian Soran. De Enterprise raakte daarop zelf vast in de Nexus en haar structurele integriteit begon het snel te begeven. Scott bedacht dat een emissie van de navigatiedeflector het schip zou kunnen vrij breken. De reconfiguratie van deze deflector moest deels met de hand gebeuren. Harriman besloot dit te gaan doen en gaf Kirk het bevel over de Enterprise, maar Kirk sloeg dit af om zelf de deflector aan te gaan passen. Precies op tijd slaagde deze aanpassing en de Enterprise slaagde erin vrij te breken uit de Nexus, maar een energiegolf afkomstig uit de Nexus sloeg een groot gat in de boeg van het schip, waaronder de sectie waar Kirk de deflector aan het aanpassen was. Kirk werd daarop dood verklaard. De Enterprise-B keerde weer terug naar de Aarde.

## Latere missies
De Enterprise-B was alleen te zien in de film Generations. Men mag aannemen dat het schip na terugkeer naar de Aarde gerepareerd werd en gewoon in gebruik werd genomen. Verdere details, zoals specifieke missies, bemanning of het jaar waarop ze uit de vaart werd genomen, zijn onbekend. Star Trek: The Next Generation heeft aangegeven dat deze Enterprise betrokken was bij een langdurige verkenning van delen van het Goumari-gebied van de Melkweg en dat ze het eerste contact legde met een aantal beschavingen gedurende haar reizen.
Verschillende schrijvers hebben de geschiedenis van de Enterprise-B op eigen wijze ingevuld. In de boekenreeks The Lost Years werd onder meer geschreven over de verdere missies van het schip. Hoewel deze verhalen buiten de canon, de "officiële leer", van Star Trek vallen, suggereerde één boek dat de Enterprise betrokken zou zijn bij het Tomed Incident van 2311, het laatste officiële contact tussen de Romulanen en de Federatie tot aan 2364. In deze boeken werd eveneens gesuggereerd dat Demora Sulu (de dochter van Hikaru Sulu), die rond 2311 reeds Commander was, tot kapitein van de Enterprise-B bevorderd werd, nadat Harriman zijn functie neerlegde.